# Georgi Damjanow
Georgi Parwanow Damjanow (bulgarisch Георги Първанов Дамянов; * 23. September 1892 in Lopuschna, Oblast Montana; † 28. November 1958 in Sofia) war ein bulgarischer Politiker (BKP). Er war Funktionär der Komintern, bulgarischer Verteidigungsminister sowie von 1950 bis zu seinem Tod 1958 bulgarisches Staatsoberhaupt.

## Leben
Damjanow, Sohn einer armen Bauernfamilie, besuchte das Gymnasium in Wraza. Er arbeitete als Lehrer, dann als Postbeamter. 1912 trat er der Bulgarischen Sozialdemokratischen Arbeiterpartei (Engsozialisten) bei, aus der 1919 die Bulgarische Kommunistische Partei (BKP) hervorging. Er nahm am Ersten Weltkrieg teil und agitierte unter Soldaten an der Front. Zwischen 1919 und 1923 gehörte er der lokalen Führung der BKP in Wraza an und wurde in den Stadtrat gewählt.
Damjanow gehörte zu den Mitorganisatoren des Septemberaufstandes von 1923 in Wraza und war Bataillonskommandeur. Nach der Niederschlagung des Aufstandes emigrierte Damjanow nach Jugoslawien, kehrte jedoch 1924 illegal nach Bulgarien zurück, um die Partei in der Illegalität im Nordwesten Bulgariens neu aufzubauen. Für seine politischen Aktivitäten wurde er zweimal in absentia zum Tode verurteilt. 1925 emigrierte er über Jugoslawien in die Sowjetunion. Er erhielt die sowjetische Staatsbürgerschaft und einen Pass auf den Namen Georgi Below. 1929 absolvierte er die Frunse-Militärakademie in Moskau, von 1932 bis 1934 war er dort als Lehrer tätig. 1935 wurde er in das Zentralkomitee der BKP gewählt und kehrte illegal nach Bulgarien zurück. Zwischen 1935 und 1937 hielt er sich in Bulgarien und ab 1936 in Spanien auf. Dort inspizierte er im Spanischen Bürgerkrieg als General Below die Internationalen Brigaden. 1937 kehrte er in die UdSSR zurück. Von 1937 bis 1944 war er Mitglied des Auslandsbüros der BKP. Von 1937 bis 1943 war er leitender Mitarbeiter des Exekutivkomitees der Kommunistischen Internationale (EKKI), 1937/1938 sowie 1942/1943 wirkte er als stellvertretender Leiter der Kaderabteilung des EKKI.
Unmittelbar nach dem Aufstand vom 9. September 1944 kehrte Damjanow nach Bulgarien zurück. Von 1944 bis 1946 war er Leiter der Militärabteilung im ZK der BKP, ab Mai 1945 war er Mitglied des Politbüros des Zentralkomitees der BKP. Von November 1946 bis Mai 1950 war er Minister für nationale Verteidigung. Am 27. Mai 1950 wurde er zum Vorsitzenden des Präsidiums der Nationalversammlung der VR Bulgarien (Staatsoberhaupt) gewählt.

## Auszeichnungen und Ehrungen
- Leninorden (1957)
- Georgi-Dimitrow-Orden (1952, 1957)
- Held der Sozialistischen Arbeit der VR Bulgarien (1957).

Damjanows Geburtsort Lopuschna wurde nach seinem Tode in Georgi Damjanowo (bulgarisch Георги Дамяново) umbenannt.